# Glödnitz
Glödnitz osztrák község Karintia Sankt Veit an der Glan-i járásában. 2016 januárjában 815 lakosa volt.

## Elhelyezkedése

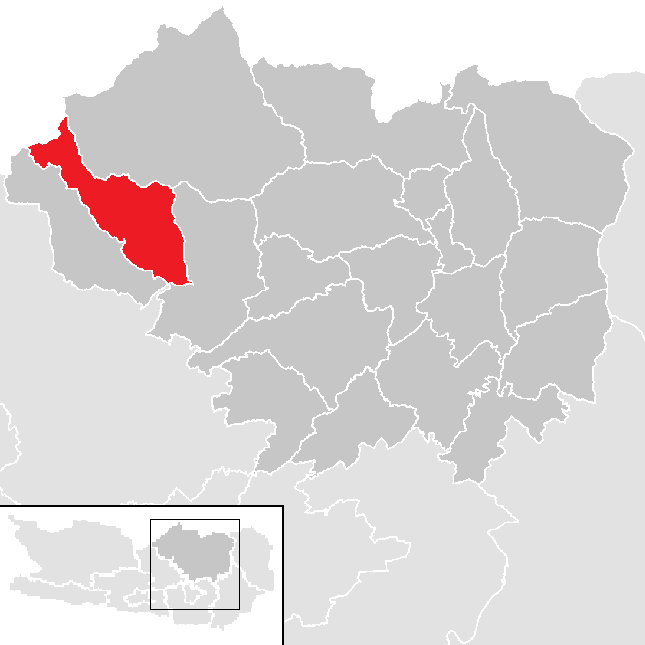
Glödnitz a Sankt Veit-i járásban

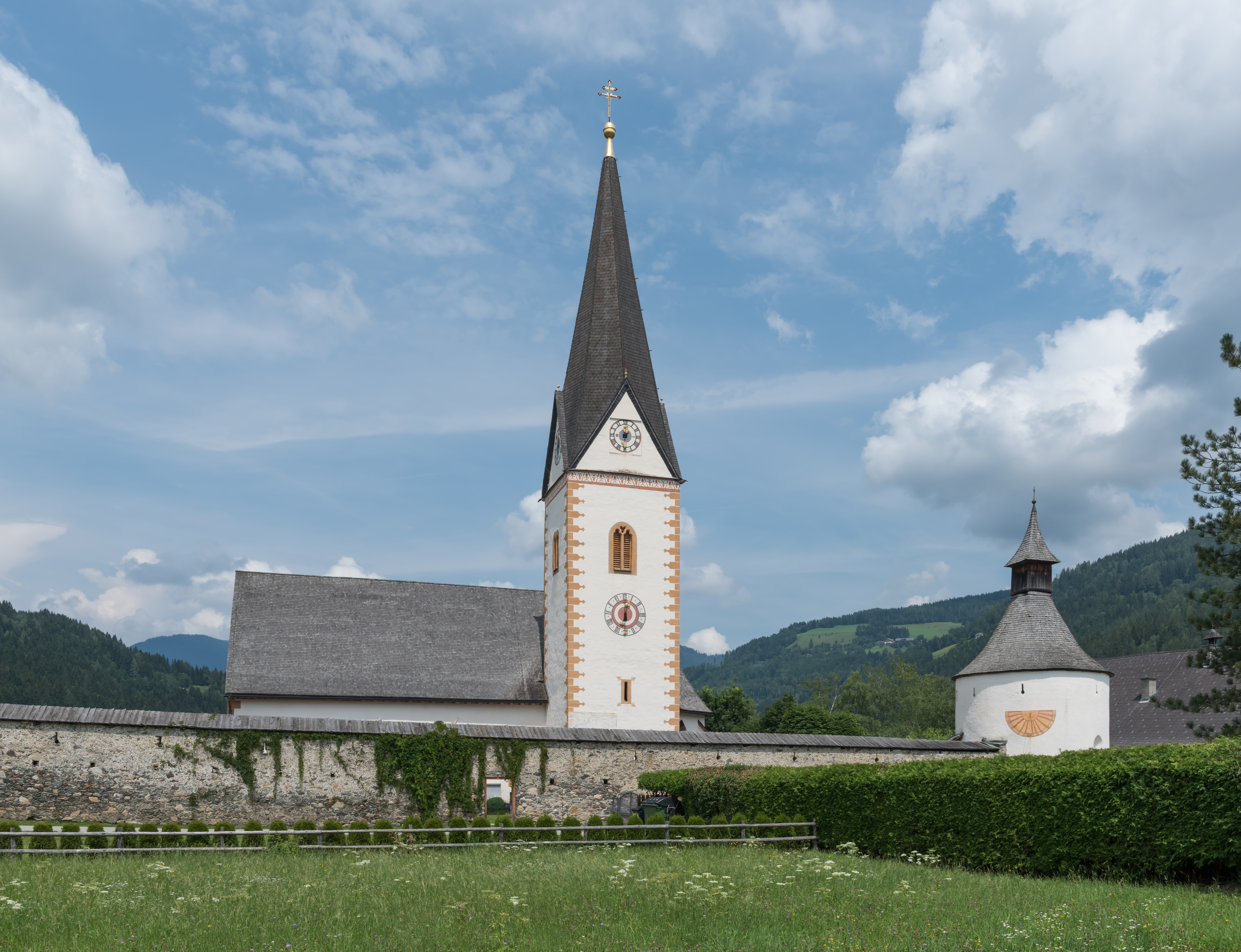
A plébániatemplom és a csontkamra

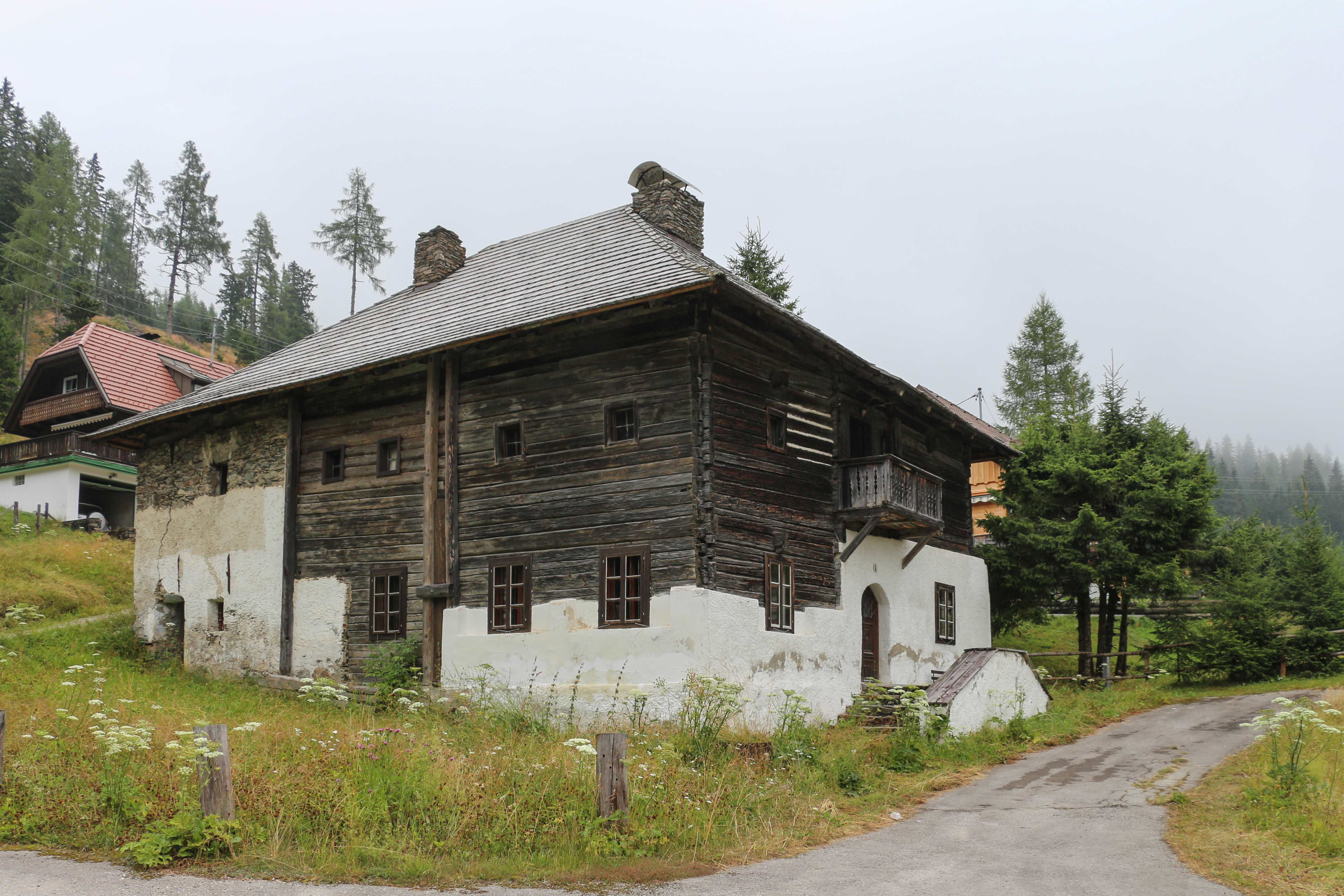
A régi községháza

Glödnitz Karintia északi részén fekszik, a Gurktali-Alpokban. Legmagasabb pontja a 2394 méteres Wintertaler. Itt találhatóak a Türkenmoos és a Flattnitzbach-dagadóláp természetvédelmi területek. Az önkormányzat 19 falut és más települést fog össze: Altenmarkt (116 lakos), Bach (15), Brenitz (45), Eden (18), Flattnitz (82), Glödnitz (329), Grai (14), Hohenwurz (0), Jauernig (6), Kleinglödnitz (18), Laas (35), Lassenberg (24), Moos (18), Rain (4), Schattseite (8), Torf (18), Tschröschen (11), Weißberg (28), Zauchwinkel (39). 
A környező települések: északkeletre Metnitz, délkeletre Weitensfeld im Gurktal, délnyugatra Deutsch-Griffen, északnyugatra Stadl-Predlitz (Stájerország).

## Története
A római időkben út vezetett át a Glödnitz-völgyön, amelynek legközelebbi állomásai Beliandrumban (valószínűleg Altenmarkt) és Tarnasici (Flattnitz) voltak. A település első írásos említése 898-ból származik Glodati néven. Templomát Gurki Szent Hemma alapította. A helyi lakosság a gurki püspöknek számos szolgáltatással tartozott. A középkorban többen laktak a régióban mint ma, de a 19. századra már a népesség szinte csak néhány tanyára korlátozódott. 
Az 1848-as polgári forradalom felszabadította a parasztságot a feudális kötelezettségeik alól. Két évvel később megalakult a glödnitzi önkormányzat. Az 1920-as évektől kezdődően egyre fontosabb jövedelemforrássá vált a turizmus. Glödnitzet 1973-ban Weitensfeld-Flattnitzhoz csatolták, de egy 1991-es népszavazást követően visszanyerte önállóságát. 

## Lakosság
A glödnitzi önkormányzat területén 2016 januárjában 815 fő élt, ami jelentős visszaesést jelent a 2001-es 1004 lakoshoz képest. Akkor a helybeliek 97,8%-a volt osztrák, 1,3% pedig német állampolgár. 90,8%-uk katolikusnak, 3,1% evangélikusnak, 4,7% pedig felekezeten kívülinek vallotta magát. 

## Látnivalók
- Szt. Margit-plébániatemplom és a csontkamrája
- Keresztelő Szt. János-templom Flattnitzban
- a régi községháza 16. századi épülete Flattnitzban

## Fordítás
- Ez a szócikk részben vagy egészben  a   Glödnitz című német Wikipédia-szócikk ezen változatának fordításán alapul.  Az eredeti cikk szerkesztőit annak laptörténete sorolja fel. Ez a jelzés csupán a megfogalmazás eredetét és a szerzői jogokat jelzi, nem szolgál a cikkben szereplő információk forrásmegjelöléseként.